# Paracladura oparara
Paracladura oparara är en tvåvingeart som beskrevs av Krzeminska 2001. Paracladura oparara ingår i släktet Paracladura och familjen vintermyggor. Inga underarter finns listade i Catalogue of Life.